# Giuseppe Marcora
Giuseppe Marcora (Milano, 14 ottobre 1841 – Milano, 4 novembre 1927) è stato un avvocato, politico e patriota italiano, esponente dell'Estrema sinistra storica e del Partito Radicale Italiano.

## Biografia
Nel marzo 1859, giovanissimo, si arruolò nel 2º reggimento dei Cacciatori delle Alpi e combatté nella seconda guerra d'indipendenza a Varese, San Fermo e Rezzato. Nel 1860, insieme a 187 volontari pavesi, prese parte alla spedizione dei Mille e combatté a Milazzo e al Volturno. A campagna finita si laureò in giurisprudenza all'Università di Pavia.
Nel 1866 si arruolò nuovamente con i garibaldini, nella terza guerra d'indipendenza e combatté in Val di Ledro, guadagnandosi una medaglia d'argento al valor militare.
Aderendo al mazzinianesimo, fu tra i promotori del Congresso delle associazioni democratiche a Parma nel 1866, ove si schierò con la corrente massimalista contraria a qualsiasi compromesso con la dinastia sabauda e sdegnata verso la politica economica e sociale del nuovo Stato unitario.
Alle elezioni politiche del 1876 Marcora lasciò la linea astensionistica e si presentò nel collegio di Milano Porta Ticinese; eletto per la prima volta deputato, si iscrisse al gruppo parlamentare dell'estrema sinistra radicale.
Negli anni di fine Ottocento, all'interno del gruppo radicale, Marcora si distinse come componente dell'ala "legalitaria", favorevole ad un inserimento più incisivo del partito nell'alveo delle istituzioni. Nel 1903, in dissenso con il suo partito, Marcora espresse voto favorevole al Governo Zanardelli e, poi, accordò la fiducia al Governo Giolitti II.
Tra il 27 e il 30 maggio 1904, a Roma, si svolse il I Congresso Nazionale del Partito Radicale Italiano che, per l'occasione, si costituì ufficialmente in partito politico. Marcora capeggiò una delle due correnti principali del partito, quella che sosteneva che l'istituto monarchico non avrebbe potuto essere definitivamente accettato sin tanto che non si fosse dimostrato compatibile con le esigenze democratiche; tale linea - secondo Marcora - doveva essere percorsa dal partito, in autonomia dai socialisti e dai repubblicani.  A tali posizioni si contrappose la corrente di Ettore Sacchi, che risultò maggioritaria.
Nello stesso anno, Marcora fu protagonista di un'iniziativa politica condotta dal Presidente del Consiglio Giovanni Giolitti, finalizzata ad inserire il Partito radicale nella maggioranza governativa, e cioè proprio l'elezione dell'uomo politico milanese alla Presidenza della Camera dei Deputati. A seguito di tale operazione, il Partito radicale partecipò a tutti i governi dell'età giolittiana dal 1906 al 1914, e poi ancora dal 1916 al 1919.
Marcora mantenne la carica di Presidente della Camera dei deputati del Regno d'Italia dal 1904 al 1919, eccetto un breve periodo di pochi mesi tra il 1906 e il 1907. Resse tale incarico istituzionale abbandonando sostanzialmente ogni altra attività di partito.

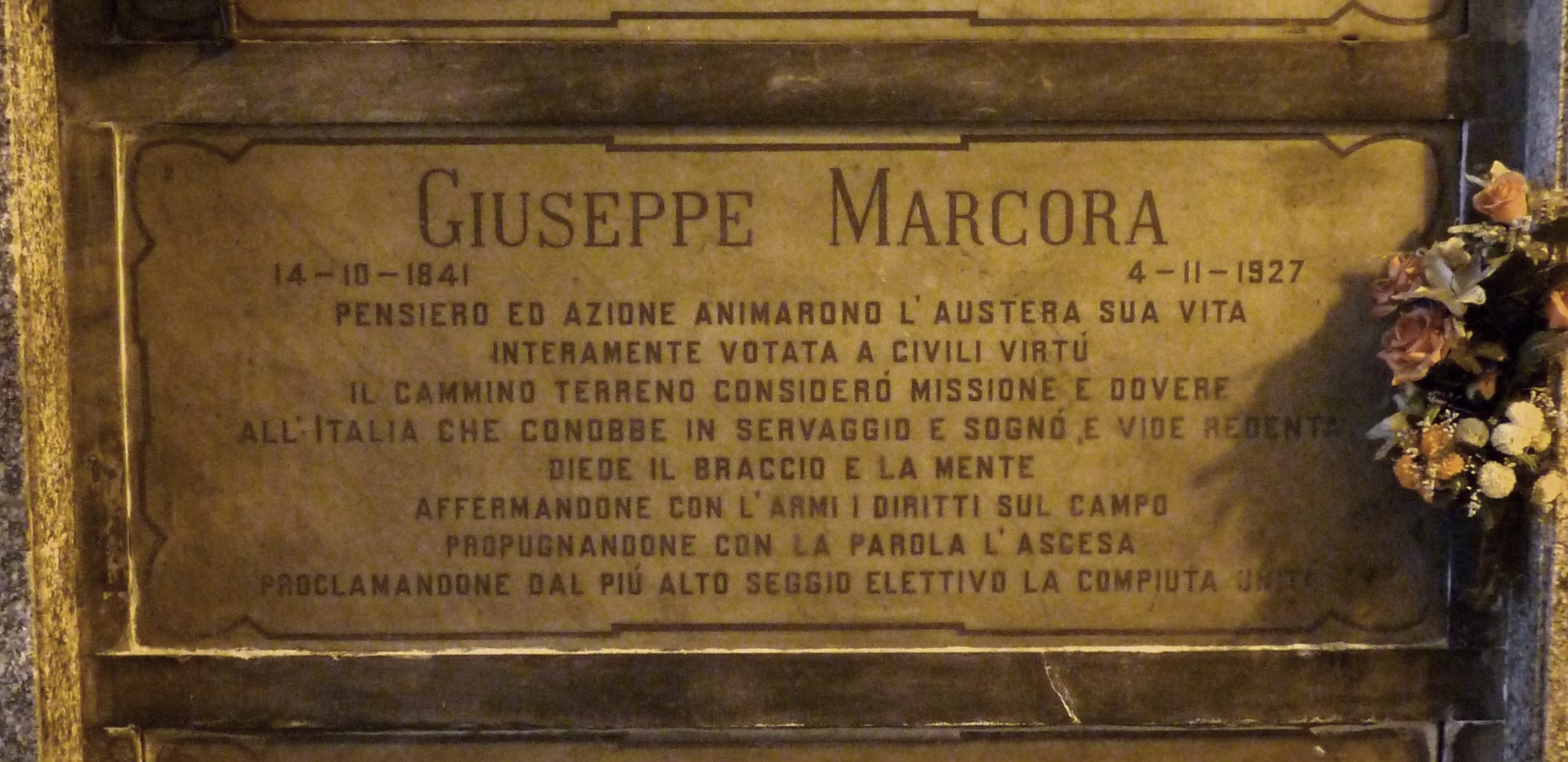
La tomba di Giuseppe Marcora presso il Cimitero Monumentale di Milano

Nel 1921 fu nominato Senatore del Regno d'Italia.
Fece parte della Massoneria.
La sua salma riposa sotto al famedio del Cimitero Monumentale di Milano.